# Opočnice
Opočnice település Csehországban, a Nymburki járásban. Opočnice Vrbice, Podmoky, Městec Králové, Dlouhopolsko, Hradčany és Kolaje településekkel határos. Lakosainak száma 464 fő (2024. január 1.).

## Népesség
A település lakosságának változását az alábbi diagram mutatja:
| Lakosok száma | 825  | 960  | 894  | 662  | 513  | 393  | 456  | 453  | 444  | 464  |
|               | 1869 | 1890 | 1921 | 1950 | 1980 | 2001 | 2017 | 2019 | 2022 | 2024 |